# 伊勢市立佐八小学校
伊勢市立佐八小学校（いせしりつ そうちしょうがっこう）は、三重県伊勢市佐八町にある公立小学校。

## 概要
- 校地面積：10,412m2
- 構成
  - 校舎：3階建、面積 2,402m2
  - 運動場：面積 3,620m2
  - 講堂：面積 797m2
  - プール：面積 907.83m2

## 沿革
- 1875年6月20日 - 佐八役場跡に下等小学校を設置する。
- 1878年 - 佐八の長泉寺に移転する。
- 1881年 - 津村の宝寿寺に分校を設ける。
- 1885年2月 - 大倉、佐八、津村、円座、神園、上野の6ヶ村を統合し沼木学校が創立する。
- 1886年5月 - 沼木学校が分裂、大倉､ 佐八、津村の3ヶ村にて佐八学校が創立する。
- 1888年 - 佐八小学簡易科授業所と改称する。
- 1889年3月 - 宮本佐八尋常小学校と改称する。
- 1901年5月 - 現在地に校舎を新築する。
- 1908年4月 - 義務年限6ヵ年の佐八尋常小学校と改称する。
- 1924年4月 - 高等科を併設し、佐八尋常高等小学校と改称する。
- 1941年4月 - 国民学校令の施行に伴い、宮本村佐八国民学校と改称する。
- 1943年12月 - 宮本村が宇治山田市に編入されるのに伴い、宇治山田市佐八国民学校と改称する。
- 1947年4月 - 学校教育法の施行に伴い、宇治山田市立佐八小学校と改称する。
- 1953年10月 - 校舎が完成し、落成式を挙行する。
- 1954年12月 - 講堂が落成する。
- 1955年1月 - 市名改称に伴い、伊勢市立佐八小学校と改称する。
- 1989年3月 - 校舎が竣工する。
- 1991年3月 - 防音講堂が竣工する。
- 1992年8月 - プールが竣工する。
- 1993年4月 - 障害児学級（ありんこ学級）を設置する。
- 2004年4月 - 障害児学級（ひまわり学級）を設置する。
- 2005年4月 - 3学期制から2学期制に移行する。

## 周辺
- 神宮苗圃
- 宮本郵便局
- 川原神社

## 交通アクセス
- 伊勢自動車道 玉城インターチェンジから約8.5km、伊勢西インターチェンジから約7.1km。
- 三重交通バス 伊勢市駅、宇治山田駅から「五ヶ所」行き、伊勢市駅から「道方」行きに乗車、「佐八」バス停下車すぐ。